# Stendalì - Suonano ancora
Il documentario  Stendalì - Suonano ancora  è un cortometraggio del 1960 diretto da Cecilia Mangini e dedicato ai canti funebri della Grecìa salentina; «stendalì» significa proprio: «suonano ancora» in grico.

## Trama
La pellicola ricostruisce uno degli ultimi esempi dell'antichissimo rito di lamentazione funebre che sopravviveva ancora, all'epoca, in questo lembo meridionale della Puglia.
«Qualcuno è morto. Lo annuncia il suono delle campane: le vicine di casa vengono a consolare le madri, le spose o le sorelle e a piangere con loro. È la visita funebre».
Il testo delle lamentazioni, cantato in dialetto salentino dalle donne, è interpretato nel filmato dall'attrice Lilla Brignone: «è un antidoto capace di alleviare la mancanza e il vuoto della morte. Poesia popolare di un sud-popolo da accudire e custodire».
«Le rèpute o prefiche, donne che eseguono le lamentazioni, articolano il canto e ne strutturavano la tensione interna con particolari movimenti del corpo, del capo, delle mani che svolazzano, secondo particolari cadenze, fazzoletti bianchi».

## Produzione
Il documentario contiene le immagini che Cecilia Mangini, la prima regista documentarista italiana e che all'epoca aveva 31 anni, raccoglieva e registrava a Martano, paese di lingua grica del Salento e capitale della Grecìa Salentina.
La stessa Mangini aveva già collaborato con Pier Paolo Pasolini al mediometraggio Essere donne ed ai documentari Ignoti alla città e La canta delle marane.
Il documentario fu fortemente influenzato dall'analisi degli studi di Ernesto De Martino, in particolare dal saggio Morte e pianto rituale nel mondo antico: dal lamento pagano al pianto di Maria.